# Kirchschlag in der Buckligen Welt-i vár
A Kirchschlag in der Buckligen Welt-i várrom Alsó-Ausztria egyik nevezetessége.

## Története
A 12. században a nemrég alapított Kirchschlag városát és a környéket magyar támadások fenyegették, ezért 1180-ban a stájer nemesi családból származó Herrand von Wildon megkezdte egy vár felépítését. Unokája házassága révén 1240-ben a helyi uradalom a Kuenringereké lett, de a Babenbergek 1246-os kihalása után örökségükért IV. Béla magyar és II. Ottokár cseh király harcba szállt. Előbbi 1252-es győzelmével Kirchschlag vára magyar kézre került, és csak 1260-ban került vissza a Kuenringerekhez.
1287-ben a település a Pottendorferek tulajdonába került, de miután a „Szép” jelzővel illetett Friedrich herceg ellen nemesi felkelés tört ki, bosszúból a herceg seregei részben elpusztították a várat, amelyet a Pottendorferek is elvesztettek, és csak 10 év múlva kaptak vissza hűbérbirtokként. Ők voltak azok, akik 1320 és 1325 között teljesen új várat építettek a romba dőlt korábbi helyén: ez a vár képezi a ma is látható romok magját, a korábbi épületeknek ma már nyoma sincs.
A Pottendorferek 1488-ban kihaltak, ezután több tulajdonosváltás történt, végül 1502-ben a Felső-Ausztriából származó Pucheimer családé lett a város és a vár. Bár 1529-ben és 1532-ben is, Kőszeg ostromának idején török rablóseregek garázdálkodtak Kirchschlagban, a várat nem tudták elfoglalni (igaz, a védtelen külső épületekben súlyos károkat okoztak). 1538 és 1544 között, Andreas von Pucheim idején jelentős építési munkálatok zajlottak a várban, amely azonban Erasmus von Pucheim idején újra pusztulásnak indult, ezért IV. Cristoph von Pucheim 1580 és 1582 között helyreállíttatta. Amikor a harmincéves háború tábornoka, III. Hans Cristoph von Pucheim 1651–1652-ben a főtéren építtette fel udvarházát, ugyanabban az időben zajlottak a vár utolsó építési munkálatai is. Bár 1672-es információk szerint a vár még jó állapotban volt, 1683-ban már kevésbé, sőt, a 18. század közepére már ismét jelentős jelei mutatkoztak a pusztulásnak.
1657-ben III. Hans Cristoph unokaöccse, IV. Pálffy Miklós gróf lett a város és a vár ura. Az 1807-ben hercegi rangra emelt Pálffy család egészen az 1848–49-es forradalom és szabadságharcig birtokolta Kirchschlagot. Többszöri tulajdonosváltás után 1905-ben az uradalom a helyi szövetkezeti piacé lett, 1974-ben pedig egy területcserének köszönhetően a város tulajdonába került.

## Elhelyezkedés
A várrom az Alsó-Ausztria déli részén található Kirchschlag in der Buckligen Welt településen, az azon átvezető főúttól délre emelkedő, nagyjából 80 méter relatív magasságú hegyen épült fel. Ma délnyugati irányból autóval is megközelíthető. Turisták számára látogatható, a belépés ingyenes (2018-as állapot). A helyszínen tájékoztató tábla található, amelyen a vár történetéről három nyelven, köztük magyarul olvashatunk. A vár bejáratától délnyugatra mintegy 50 méter távolságra egy magaslaton egy különálló tűztorony épült fel, amelynek tetejéről kilátás nyílik szinte a teljes várra.

## Képek

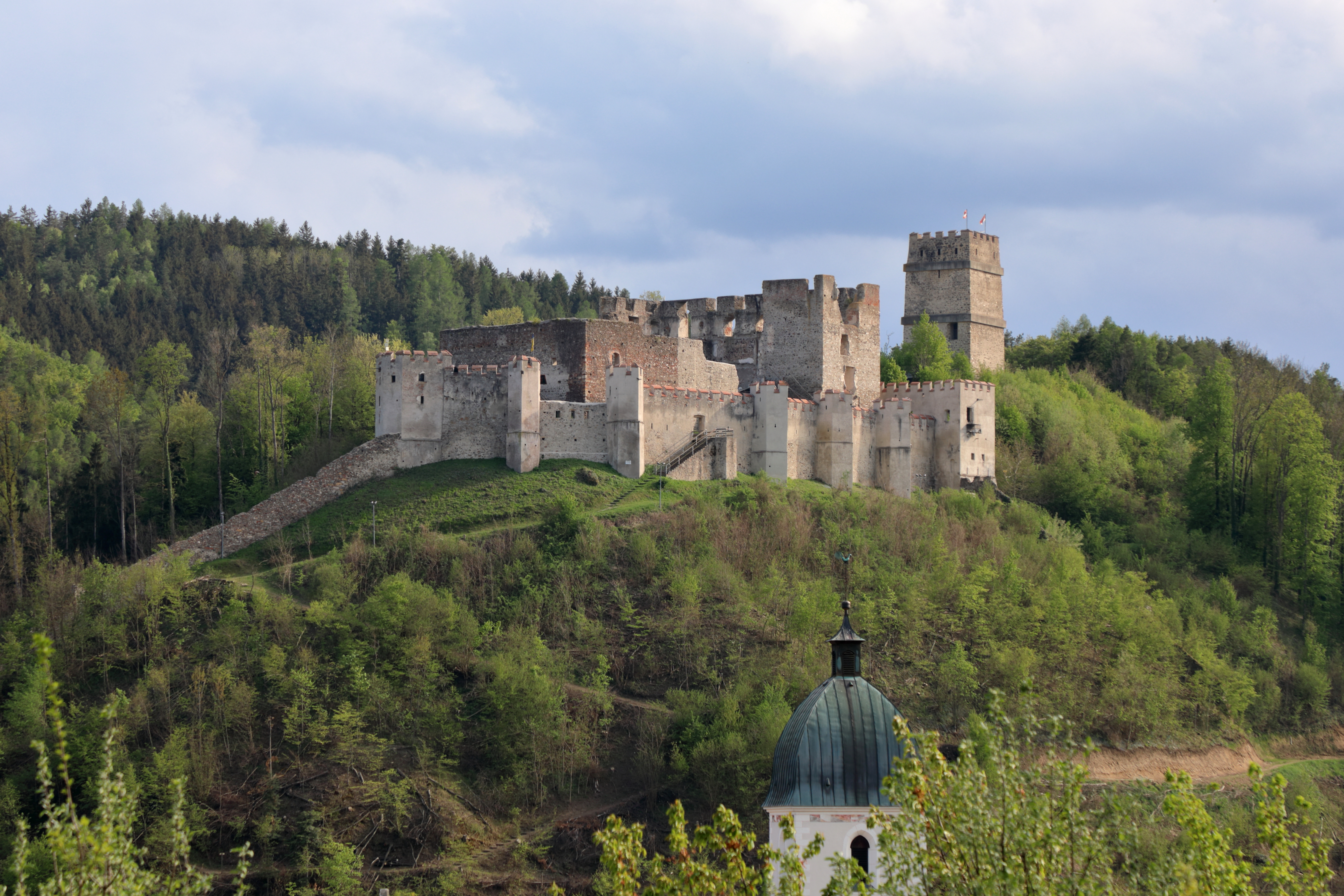
Látkép
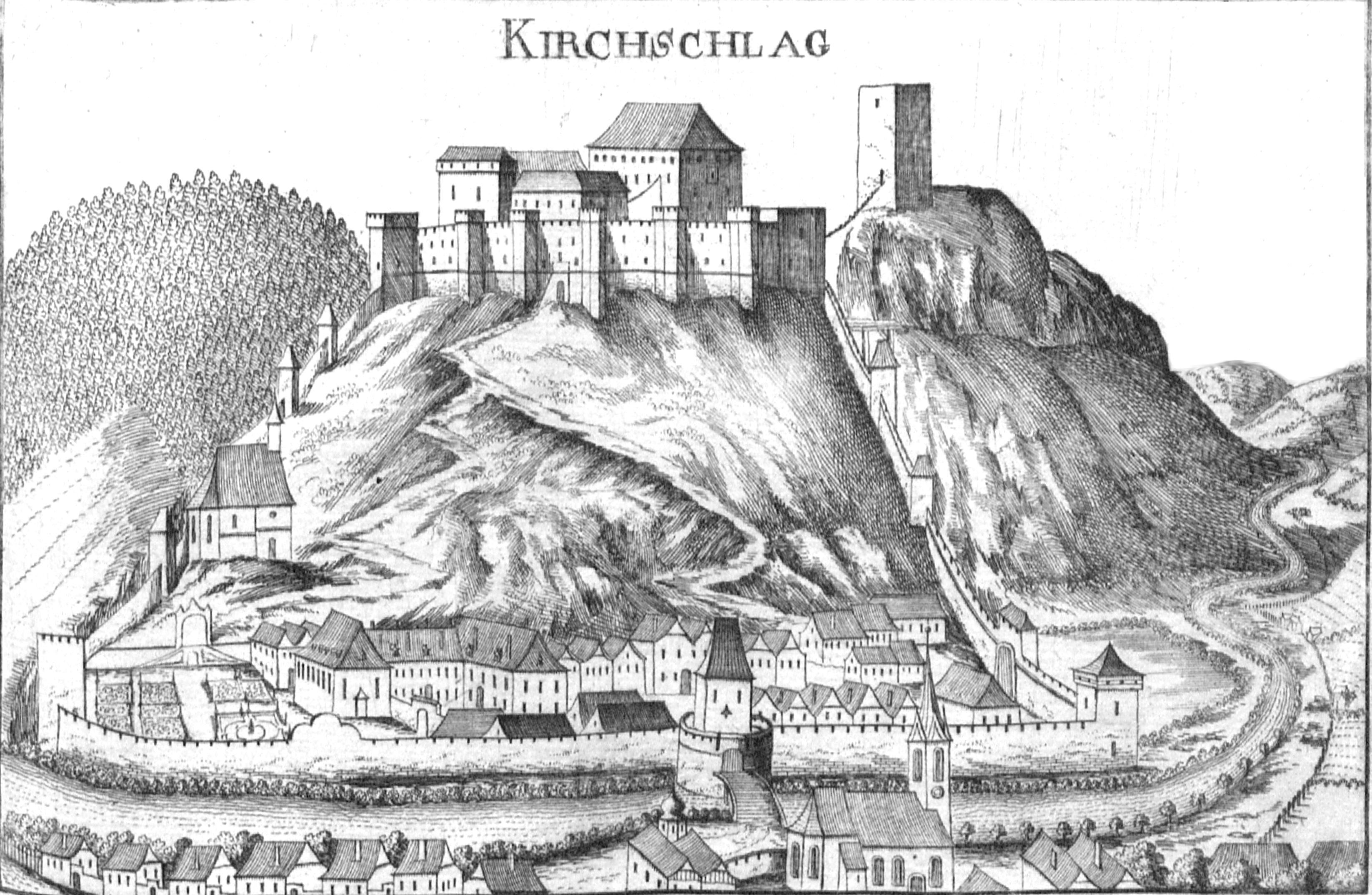
A vár a 17. században, Georg Matthäus Vischer rézmetszete
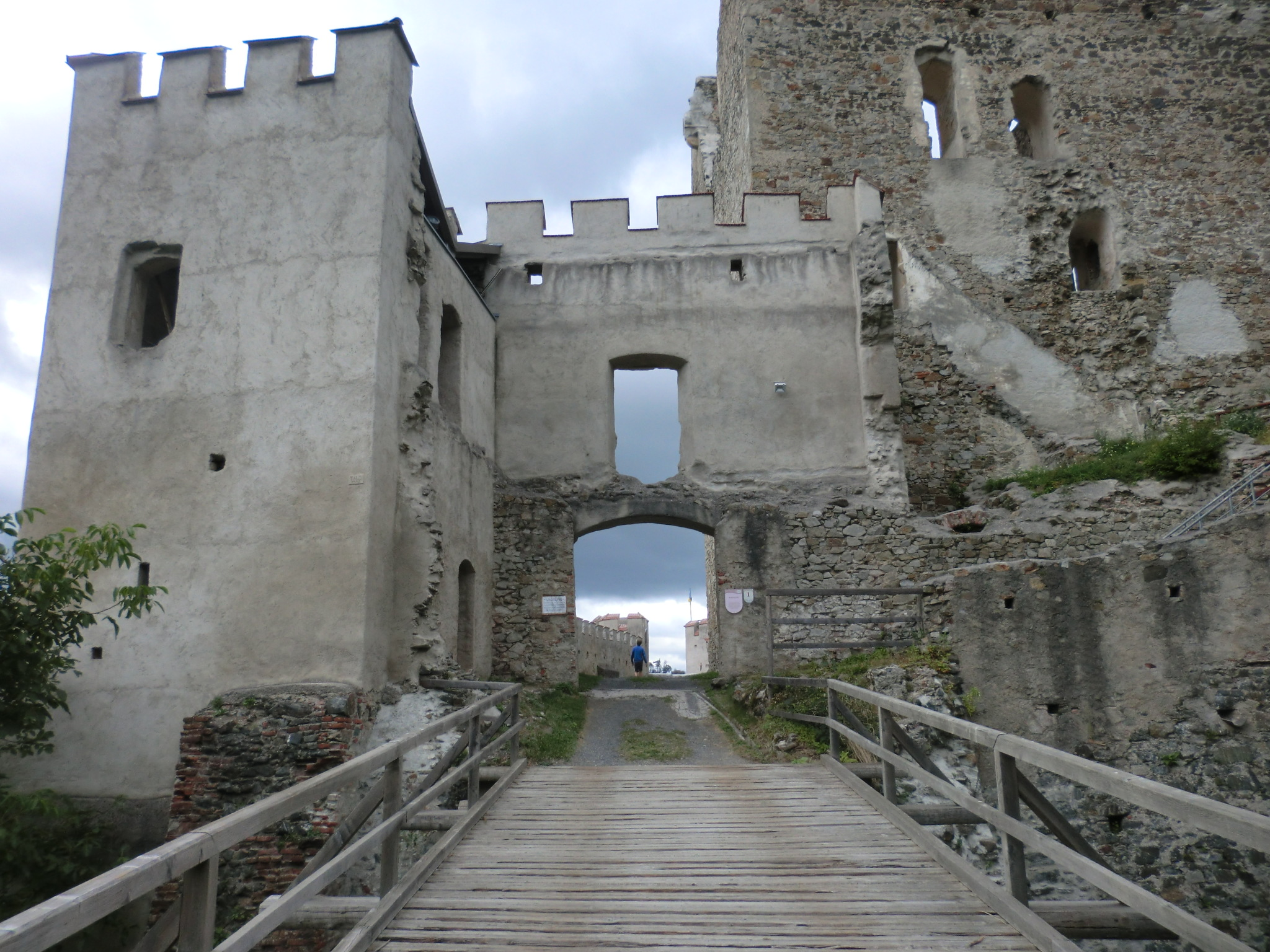
A bejárat
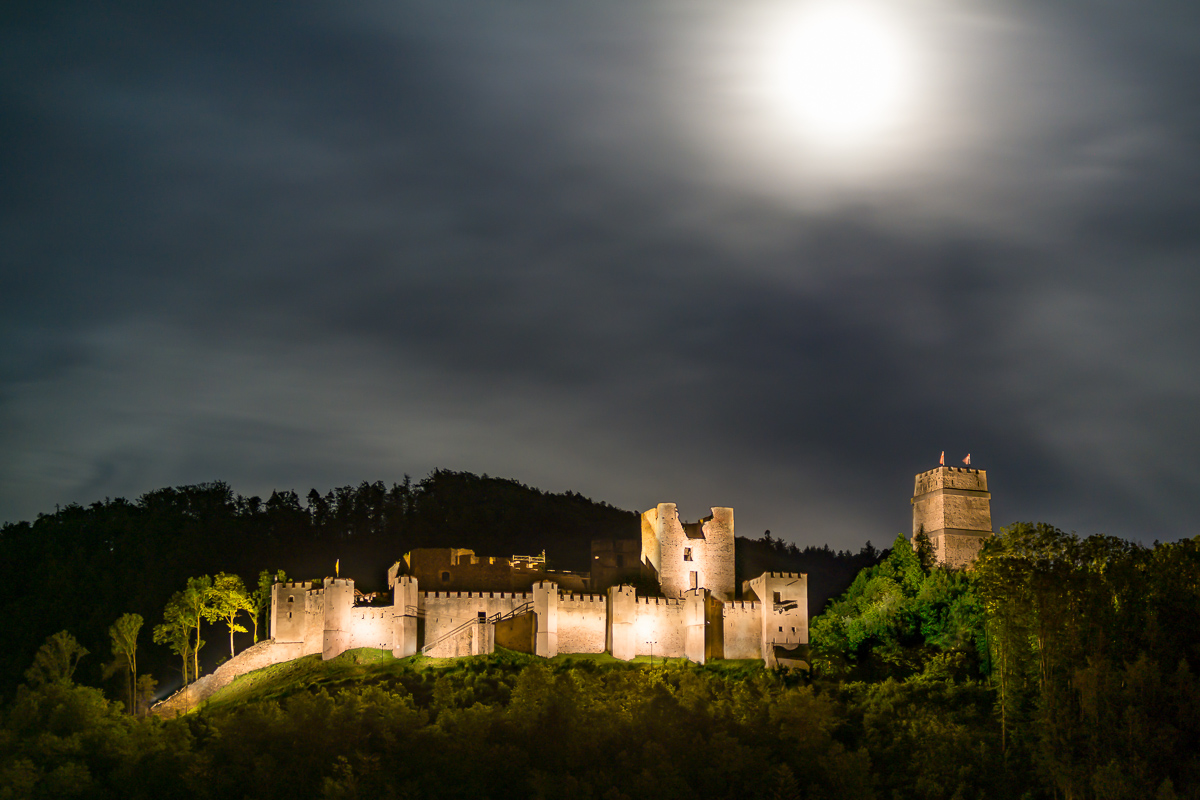
A vár éjjel, kivilágítva
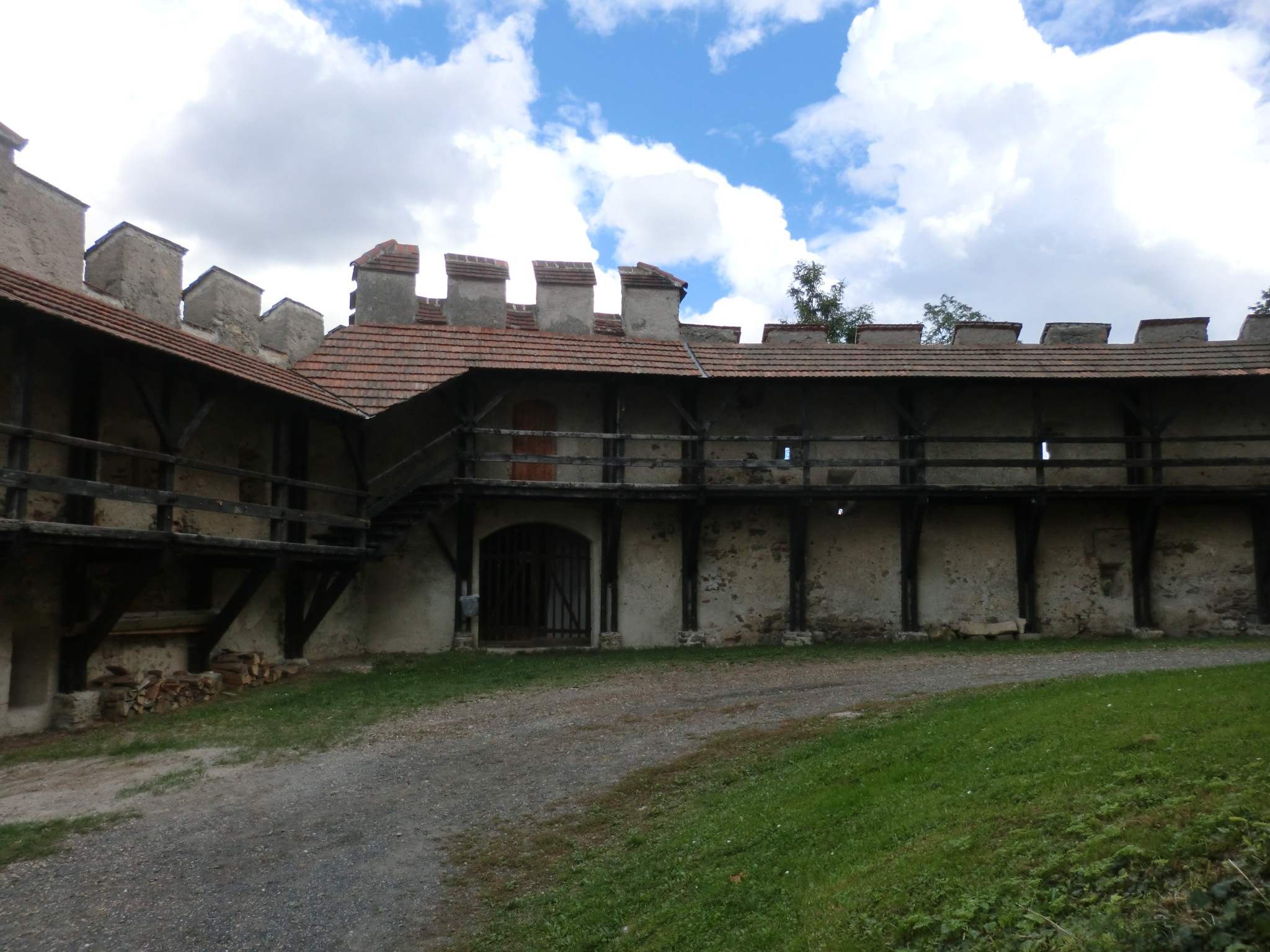
Egy várfal belülről